# 程应镠
程应镠（1916年11月4日—1994年7月25日），男，江西新建人，中华人民共和国宋史学家，上海师范大学教授，曾就读于燕京大学、西南联合大学。

## 生平
程应镠出生于江西省新建县大塘乡的一个望族。早年入学位于庐楼的家族私塾。1928年，他去南昌补习中学课程。次年考入江西省立二中。1932年，他以成绩优良，免试直升本校高中，就读理科，当时南昌提倡新生活运动，他与几个同学组织成立“风岛社”并开始向刊物投稿。1933年，他撰写《我们的西北》投寄给在南昌出版的《汗血周刊》，次年正式发表，时仅十九岁。但因新任教务主任有意为难，指责他与其他几位同学不服管教，1934年，他被迫转学到南昌私立心远中学，因深受其历史教师影响，决定弃理学文，主攻历史。
1935年夏，程应镠考入燕京大学历史系，深受北平民运影响，参加一二·九运动，并成为12月16日示威游行的前锋队员。1936年初，程应镠参加了北方左翼作家联盟。这年，燕京大学成立了“一二·九文艺社”，他担任负责人之一，主持刊物《青年作家》，并得到沈从文的支持。同年他与同学王名衡、刘春发起组织“大学艺文社”，出版《大学艺文》杂志。他还代表燕京大学“一二·九文艺社”和“大学艺文社”，参加由清华大学发起的北方文学社成立大会。同年加入了中华民族解放先锋队。年底，他与柯华、周游、李植人、李植青等同学参加上海妇孺慰劳团，奔赴绥远。

## 家族
太高祖是清朝重臣程矞采。父亲程懋琨（觉吾）曾在河北、江西等地担任县长，母亲况葆琴。弟程应铨。